# Provincia di Granma
La provincia di Granma è una delle province di Cuba. Il suo capoluogo è Bayamo. Altre importanti città della provincia sono Manzanillo (un porto del golfo di Guacanayabo) e Pilón.

## Origine del nome
Prende il nome dalla nave Granma, che trasportò 82 rivoluzionari guidati da Fidel Castro, che sbarcarono in questa provincia, che all'epoca si chiamava provincia Oriental.

## Economia
Principale mercato agricolo è quello delle piantagioni di caffè, in special modo nelle zone di montagna di questa provincia. Durante la maturazione del caffè è frequente assistere a dei stringenti controlli lungo le strade da parte del governo, per assicurare che il prodotto non venga portato al mercato nero.

## Comuni
La provincia di Granma è suddivisa in 13 comuni.
| Comune         | Popolazione (2004) | Superficie (km²) | Localizzazione          | Note      |
| -------------- | ------------------ | ---------------- | ----------------------- | --------- |
| Bartolomé Masó | 53024              | 629              | 20.168611°N 76.9425°W   |           |
| Bayamo         | 222118             | 918              | 20.381667°N 76.6425°W   | Capoluogo |
| Buey Arriba    | 31327              | 452              | 20.173611°N 76.749167°W |           |
| Campechuela    | 46092              | 577              | 20.233333°N 77.278889°W |           |
| Cauto Cristo   | 21159              | 550              | 20.562222°N 76.469444°W |           |
| Guisa          | 50923              | 596              | 20.261111°N 76.538056°W |           |
| Jiguaní        | 60320              | 646              | 20.373333°N 76.422222°W |           |
| Manzanillo     | 130789             | 498              | 20.339722°N 77.108611°W |           |
| Media Luna     | 35330              | 376              | 20.144444°N 77.436111°W |           |
| Niquero        | 41252              | 582              | 20.047222°N 77.578056°W |           |
| Pilón          | 29751              | 462              | 19.905556°N 77.320833°W |           |
| Río Cauto      | 47833              | 1500             | 20.563889°N 76.917222°W |           |
| Yara           | 59415              | 576              | 20.276944°N 76.946944°W |           |